# Scaptomyza multidenta
Scaptomyza multidenta är en tvåvingeart som beskrevs av Hardy 1965. Scaptomyza multidenta ingår i släktet Scaptomyza och familjen daggflugor. Inga underarter finns listade i Catalogue of Life.